# Arbetarbladet
Arbetarbladet est un quotidien suédois, fondé en 1902. Il est publié sept jours par semaine. Il est publié à Gävle et est distribué principalement dans les municipalités environnantes (en Gästrikland et Uppland). Sa ligne éditoriale est social-démocrate. Le quotidien fait partie du « Mittmedia »-konzern. Il partage la rédaction des sports avec Gefle Dagblad.